# Список наград и номинаций фильма «Чёрная пантера: Ваканда навеки»
«Чёрная панте́ра: Вака́нда наве́ки» (англ. Black Panther: Wakanda Forever) — американский супергеройский фильм 2022 года, основанный на одноимённом персонаже издания Marvel Comics. Фильм был снят компанией Marvel Studios и распространяется компанией Walt Disney Studios Motion Pictures. Является продолжением фильма «Чёрная пантера» (2018), а также 30-м фильмом медиафраншизы «Кинематографическая вселенная Marvel» (КВМ). Режиссёром выступил Райан Куглер, написавший сценарий к фильму в сотрудничестве с Джо Робертом Коулом. В фильме приняли участие актёры Летиша Райт в роли Шури / Чёрной пантеры, а также Лупита Нионго, Данай Гурира, Уинстон Дьюк, Флоренс Касумба, Доминик Торн, Микейла Коул, Теноч Уэрта, Мартин Фримен, Джулия Луи-Дрейфус и Анджела Бассетт. По сюжету лидеры Ваканды борются за защиту своего государства после смерти короля Т’Чаллы.
Премьера фильма «Чёрная пантера: Ваканда навеки» состоялась 26 октября 2022 года в театре «Эль-Капитан» в Голливуде (Лос-Анджелес), а 11 ноября 2022 года он вышел в прокат в США, став частью Четвёртой фазы КВМ. Бюджет фильма составил 250 млн долларов США, при этом фильм собрал 859 млн долларов по всему миру, заняв 6-е место среди самых кассовых фильмов 2022 года. На сайте-агрегаторе рецензий Rotten Tomatoes фильм получил рейтинг одобрения 83 % на основе 447 отзывов со средней оценкой 7,1/10. Сайт-агрегатор Metacritic присвоил фильму 67 баллов из 100 на основе 57 отзывов, что соответствует статусу «в целом положительные отзывы».
Фильм был удостоен множества наград и номинаций в различных категориях, причём в большинстве номинаций были отмечены сам фильм, игра актёров, дизайн костюмов, качество постановки и саундтрек. Бассетт получила широкое признание за исполнение роли королевы Рамонды, за что была удостоена премии «Золотой глобус» в категории «Лучшая женская роль второго плана в кинофильме». Она стала первой актрисой, получившей главную индивидуальную награду за фильм Marvel. Фильм был номинирован на пять премий «Оскар» (одна победа), одну премию Британской Академии в области кино, шесть премий «Выбор критиков» (две победы), две премии «Золотой глобус» (одна победа) и две премии Гильдии киноактёров США.

## Награды и номинации
| Награда                                                            | Дата церемонии     | Категория | Получатель(-и)                                                                                      | Результат    | Прим.         |
| ------------------------------------------------------------------ | ------------------ | --- | --------------------------------------------------------------------------------------------------- | ------------ | ------------- |
| Hollywood Music in Media Awards                                    | 16 ноября 2022     | «Лучшая оригинальная партитура в научно-фантастическом фильме»                                                 | Людвиг Йоранссон                                                                                    | Номинация    | [ 12 ]        |
| Hollywood Music in Media Awards                                    | 16 ноября 2022     | «Лучшая оригинальная песня в художественном фильме»                                                            | Tems, Рианна, Райан Куглер и Людвиг Йоранссон за песню «Lift Me Up»                                 | Победа       | [ 12 ]        |
| Hollywood Music in Media Awards                                    | 16 ноября 2022     | «Песня / партитура в трейлере»                                                                                 | «No Woman, No Cry» и «Alright»                                                                      | Номинация    | [ 12 ]        |
| Награды Ассоциации кинокритиков Вашингтона                         | 12 декабря 2022    | «Лучшая актриса второго плана»                                                                                 | Анджела Бассетт                                                                                     | Номинация    | [ 13 ]        |
| Награды Ассоциации кинокритиков Вашингтона                         | 12 декабря 2022    | «Лучший производственный дизайн»                                                                               | Ханна Бичлер и Лиза Сессионс Морган                                                                 | Победа       | [ 13 ]        |
| Награды Ассоциации кинокритиков Чикаго                             | 14 декабря 2022    | «Лучший дизайн костюмов»                                                                                       | Рут Картер                                                                                          | Номинация    | [ 14 ] [ 15 ] |
| Награды портала Ассоциации кинокритиков Сент-Луиса                 | 18 декабря 2022    | «Лучшая актриса второго плана»                                                                                 | Анджела Бассетт                                                                                     | Второе место | [ 16 ] [ 17 ] |
| Награды портала Ассоциации кинокритиков Сент-Луиса                 | 18 декабря 2022    | «Лучший дизайн костюмов»                                                                                       | Рут Картер                                                                                          | Второе место | [ 16 ] [ 17 ] |
| Награды портала Ассоциации кинокритиков Сент-Луиса                 | 18 декабря 2022    | «Лучший производственный дизайн»                                                                               | Ханна Бичлер                                                                                        | Номинация    | [ 16 ] [ 17 ] |
| Награды портала Ассоциации кинокритиков Сент-Луиса                 | 18 декабря 2022    | «Лучший саундтрек»                                                                                             | Чёрная пантера: Ваканда навеки (саундтрек)                                                          | Номинация    | [ 16 ] [ 17 ] |
| Награда Ассоциации кинокритиков Далласа и Форт-Уэрта               | 19 декабря 2022    | «Лучшая актриса второго плана»                                                                                 | Анджела Бассетт                                                                                     | Третье место | [ 18 ]        |
| Награды Альянса женщин-киножурналистов                             | 5 января 2023      | «Лучшая актриса второго плана»                                                                                 | Анджела Бассетт                                                                                     | Номинация    | [ 19 ]        |
| Награды Альянса женщин-киножурналистов                             | 5 января 2023      | «Лучший актёрский ансамбль — кастинг-директор»                                                                 | Сара Финн                                                                                           | Номинация    | [ 19 ]        |
| Награда Общества кинокритиков Сан-Диего                            | 6 января 2023      | «Лучший дизайн костюмов»                                                                                       | Рут Картер                                                                                          | Номинация    | [ 20 ]        |
| Награды Общества кинокритиков залива Сан-Франциско                 | 9 января 2023      | «Лучшая актриса второго плана»                                                                                 | Анджела Бассетт                                                                                     | Номинация    | [ 21 ]        |
| Награды Общества кинокритиков залива Сан-Франциско                 | 9 января 2023      | «Лучший производственный дизайн»                                                                               | Ханна Бичлер и Лиза Сессионс Морган                                                                 | Номинация    | [ 21 ]        |
| «Золотой глобус»                                                   | 10 января 2023     | «Лучшая женская роль второго плана — кинофильм»                                                                | Анджела Бассетт                                                                                     | Победа       | [ 22 ]        |
| «Золотой глобус»                                                   | 10 января 2023     | «Лучшая песня»                                                                                                 | Tems, Рианна, Райан Куглер и Людвиг Йоранссон за «Lift Me Up»                                       | Номинация    | [ 22 ]        |
| Награды Ассоциации кинокритиков штата Джорджия                     | 13 января 2023     | «Лучшая актриса второго плана»                                                                                 | Анджела Бассетт                                                                                     | Номинация    | [ 23 ]        |
| Награды Ассоциации кинокритиков штата Джорджия                     | 13 января 2023     | «Лучший производственный дизайн»                                                                               | Ханна Бичлер и Лиза Сессионс Морган                                                                 | Номинация    | [ 23 ]        |
| Награды Ассоциации кинокритиков штата Джорджия                     | 13 января 2023     | «Лучшая оригинальная партитура»                                                                                | Людвиг Йоранссон                                                                                    | Номинация    | [ 23 ]        |
| Награды Ассоциации кинокритиков штата Джорджия                     | 13 января 2023     | «Лучшая оригинальная песня»                                                                                    | Tems, Рианна, Людвиг Йоранссон, Райан Куглер за песню «Lift Me Up»                                  | Номинация    | [ 23 ]        |
| Награды Ассоциации кинокритиков штата Джорджия                     | 13 января 2023     | «Премия Оглторпа за выдающиеся достижения в области кинематографа штата Джорджия»                              | Райан Куглер и Джо Роберт Коул                                                                      | Номинация    | [ 23 ]        |
| «Выбор критиков»                                                   | 15 января 2023     | «Лучшая актриса второго плана»                                                                                 | Анджела Бассетт                                                                                     | Победа       | [ 24 ]        |
| «Выбор критиков»                                                   | 15 января 2023     | «Лучший дизайн костюмов»                                                                                       | Рут Картер                                                                                          | Победа       | [ 24 ]        |
| «Выбор критиков»                                                   | 15 января 2023     | «Лучшая работа художника-постановщика»                                                                         | Ханна Бичлер и Лиза Сессионс Морган                                                                 | Номинация    | [ 24 ]        |
| «Выбор критиков»                                                   | 15 января 2023     | «Лучшая песня»                                                                                                 | «Lift Me Up»                                                                                        | Номинация    | [ 24 ]        |
| «Выбор критиков»                                                   | 15 января 2023     | «Лучший макияж»                                                                                                | «Чёрная пантера: Ваканда навеки»                                                                    | Номинация    | [ 24 ]        |
| «Выбор критиков»                                                   | 15 января 2023     | «Лучшие визуальные эффекты»                                                                                    | «Чёрная пантера: Ваканда навеки»                                                                    | Номинация    | [ 24 ]        |
| Награды Общества кинокритиков Сиэтла                               | 17 января 2023     | «Лучшая актриса второго плана»                                                                                 | Анджела Бассетт                                                                                     | Номинация    | [ 25 ]        |
| Награды Общества кинокритиков Сиэтла                               | 17 января 2023     | «Лучший дизайн костюмов»                                                                                       | Рут Картер                                                                                          | Номинация    | [ 25 ]        |
| Награды Общества онлайн-кинокритиков                               | 23 января 2023     | «Лучшая актриса второго плана»                                                                                 | Анджела Бассетт                                                                                     | Номинация    | [ 26 ]        |
| Награды Общества онлайн-кинокритиков                               | 23 января 2023     | «Лучший дизайн костюмов»                                                                                       | «Чёрная пантера: Ваканда навеки»                                                                    | Победа       | [ 26 ]        |
| Премия AARP «Фильмы для взрослой аудитории»                        | 28 января 2023     | «Лучшая актриса второго плана»                                                                                 | Анджела Бассетт                                                                                     | Номинация    | [ 27 ] [ 28 ] |
| Премия кружка кинокритиков Лондона                                 | 5 февраля 2023     | «Лучшая британская актриса года»                                                                               | Летиша Райт                                                                                         | Номинация    | [ 29 ] [ 30 ] |
| Премия кружка кинокритиков Лондона                                 | 5 февраля 2023     | «Техническое достижение года»                                                                                  | Рут Картер                                                                                          | Номинация    | [ 29 ] [ 30 ] |
| Black Reel Awards                                                  | 6 февраля 2023     | «Выдающийся фильм»                                                                                             | «Чёрная пантера: Ваканда навеки»                                                                    | Номинация    | [ 31 ] [ 32 ] |
| Black Reel Awards                                                  | 6 февраля 2023     | «Выдающаяся режиссура»                                                                                         | Райан Куглер                                                                                        | Номинация    | [ 31 ] [ 32 ] |
| Black Reel Awards                                                  | 6 февраля 2023     | «Выдающаяся актриса»                                                                                           | Летиша Райт                                                                                         | Номинация    | [ 31 ] [ 32 ] |
| Black Reel Awards                                                  | 6 февраля 2023     | «Лучшая женская роль второго плана»                                                                            | Анджела Бассетт                                                                                     | Победа       | [ 31 ] [ 32 ] |
| Black Reel Awards                                                  | 6 февраля 2023     | «Выдающаяся прорывная женская роль»                                                                            | Доминик Торн                                                                                        | Номинация    | [ 31 ] [ 32 ] |
| Black Reel Awards                                                  | 6 февраля 2023     | «Выдающийся адаптированный или оригинальный сценарий»                                                          | Райан Куглер и Джо Роберт Коул                                                                      | Номинация    | [ 31 ] [ 32 ] |
| Black Reel Awards                                                  | 6 февраля 2023     | «Выдающаяся оригинальная песня»                                                                                | «Lift Me Up»                                                                                        | Победа       | [ 31 ] [ 32 ] |
| Black Reel Awards                                                  | 6 февраля 2023     | «Выдающаяся оригинальная песня»                                                                                | «Born Again»                                                                                        | Номинация    | [ 31 ] [ 32 ] |
| Black Reel Awards                                                  | 6 февраля 2023     | «Выдающаяся операторская работа»                                                                               | Отем Дюральд Аркапоу                                                                                | Номинация    | [ 31 ] [ 32 ] |
| Black Reel Awards                                                  | 6 февраля 2023     | «Выдающийся дизайн костюмов»                                                                                   | Рут Картер                                                                                          | Победа       | [ 31 ] [ 32 ] |
| Black Reel Awards                                                  | 6 февраля 2023     | «Выдающийся монтаж»                                                                                            | Майкл Шоувер, Келли Диксон, Дженнифер Лейм                                                          | Номинация    | [ 31 ] [ 32 ] |
| Black Reel Awards                                                  | 6 февраля 2023     | «Выдающийся производственный дизайн»                                                                           | Ханна Бичлер                                                                                        | Победа       | [ 31 ] [ 32 ] |
| Black Reel Awards                                                  | 6 февраля 2023     | «Выдающийся ансамбль»                                                                                          | «Чёрная пантера: Ваканда навеки»                                                                    | Номинация    | [ 31 ] [ 32 ] |
| Black Reel Awards                                                  | 6 февраля 2023     | «Выдающийся оригинальный саундтрек»                                                                            | Чёрная пантера: Ваканда навеки (саундтрек)                                                          | Победа       | [ 31 ] [ 32 ] |
| Премия Гильдии гримёров и парикмахеров                             | 11 февраля 2023    | «Лучшая современная прическа в полнометражном фильме»                                                          | Камилла Френд, Эвелин Фелисиано, Марва Стокс, Виктор Паз                                            | Победа       | [ 33 ]        |
| Премия Гильдии гримёров и парикмахеров                             | 11 февраля 2023    | «Лучшие специальные гримерные эффекты в полнометражном фильме»                                                 | Джоэл Харлоу, Ким Феликс                                                                            | Номинация    | [ 33 ]        |
| Награды Американского общества декораторов                         | 14 февраля 2023    | «Лучшее достижение в области декораций/дизайна научно-фантастического или фэнтезийного художественного фильма» | Лиза Сессионс Морган и Ханна Бичлер                                                                 | Номинация    | [ 34 ] [ 35 ] |
| Награды Общества композиторов и лириков                            | 15 февраля 2023    | «Выдающаяся оригинальная песня для драматической или документальной визуальной медиапродукции»                 | Tems, Рианна, Людвиг Йоранссон и Райан Куглер за песню «Lift Me Up»                                 | Номинация    | [ 36 ]        |
| Премия Общества специалистов по визуальным эффектам                | 15 февраля 2023    | «Выдающиеся эффекты моделирования в фотореалистичном фильме»                                                   | Мэтью Хангер, Алексис Холл, Ханг Янг и Микель Зулоага за «City Street Flooding»                     | Номинация    | [ 37 ]        |
| Премия Гильдии художников-постановщиков США                        | 18 февраля 2023    | «Лучшая работа художника-постановщика в фэнтези-фильме»                                                        | Ханна Бичлер                                                                                        | Номинация    | [ 38 ]        |
| Премия Британской Академии в области кино                          | 19 февраля 2023    | «Лучшая женская роль второго плана»                                                                            | Анджела Бассетт                                                                                     | Номинация    | [ 39 ]        |
| Dorian Awards                                                      | 23 февраля 2023    | «Лучшее выступление года второго плана в фильме»                                                               | Анджела Бассетт                                                                                     | Номинация    | [ 40 ]        |
| Награды Ассоциации критиков Голливуда                              | 24 февраля 2023    | «Лучшая актриса второго плана»                                                                                 | Анджела Бассетт                                                                                     | Победа       | [ 41 ] [ 42 ] |
| Награды Ассоциации критиков Голливуда                              | 24 февраля 2023    | «Лучший боевик»                                                                                                | «Чёрная пантера: Ваканда навеки»                                                                    | Номинация    | [ 41 ] [ 42 ] |
| Премия Ассоциации критиков Голливуда в области творческих искусств | 24 февраля 2023    | «Лучший дизайн костюмов»                                                                                       | Рут Картер                                                                                          | Победа       | [ 41 ] [ 42 ] |
| Премия Ассоциации критиков Голливуда в области творческих искусств | 24 февраля 2023    | «Лучшие причёски и макияж»                                                                                     | Камилла Френд и Джоел Харлоу                                                                        | Номинация    | [ 41 ] [ 42 ] |
| Премия Ассоциации критиков Голливуда в области творческих искусств | 24 февраля 2023    | «Лучшая маркетинговая кампания»                                                                                | «Чёрная пантера: Ваканда навеки»                                                                    | Номинация    | [ 41 ] [ 42 ] |
| Премия Ассоциации критиков Голливуда в области творческих искусств | 24 февраля 2023    | «Лучшая оригинальная песня»                                                                                    | Рианна for «Lift Me Up»                                                                             | Номинация    | [ 41 ] [ 42 ] |
| Премия Ассоциации критиков Голливуда в области творческих искусств | 24 февраля 2023    | «Лучший производственный дизайн»                                                                               | Ханна Бичлер                                                                                        | Номинация    | [ 41 ] [ 42 ] |
| NAACP Image Awards                                                 | 25 февраля 2023    | «Лучший фильм»                                                                                                 | «Чёрная пантера: Ваканда навеки»                                                                    | Победа       | [ 43 ]        |
| NAACP Image Awards                                                 | 25 февраля 2023    | «Выдающаяся режиссура в кинофильме»                                                                            | Райан Куглер                                                                                        | Номинация    | [ 43 ]        |
| NAACP Image Awards                                                 | 25 февраля 2023    | «Выдающийся сценарий к кинофильму»                                                                             | Райан Куглер                                                                                        | Победа       | [ 43 ]        |
| NAACP Image Awards                                                 | 25 февраля 2023    | «Выдающаяся актриса в кинофильме»                                                                              | Летиша Райт                                                                                         | Номинация    | [ 43 ]        |
| NAACP Image Awards                                                 | 25 февраля 2023    | «Выдающийся актёр второго плана в кинофильме»                                                                  | Теноч Уэрта                                                                                         | Победа       | [ 43 ]        |
| NAACP Image Awards                                                 | 25 февраля 2023    | «Выдающаяся актриса второго плана в кинофильме»                                                                | Анджела Бассетт                                                                                     | Победа       | [ 43 ]        |
| NAACP Image Awards                                                 | 25 февраля 2023    | «Выдающаяся актриса второго плана в кинофильме»                                                                | Данай Гурира                                                                                        | Номинация    | [ 43 ]        |
| NAACP Image Awards                                                 | 25 февраля 2023    | «Выдающаяся актриса второго плана в кинофильме»                                                                | Лупита Нионго                                                                                       | Номинация    | [ 43 ]        |
| NAACP Image Awards                                                 | 25 февраля 2023    | «Выдающийся актёрский состав в кинофильме»                                                                     | Актёрский состав фильма «Чёрная пантера: Ваканда навеки»                                            | Победа       | [ 43 ]        |
| NAACP Image Awards                                                 | 25 февраля 2023    | «Выдающийся дизайн костюмов»                                                                                   | Рут Картер                                                                                          | Победа       | [ 43 ]        |
| NAACP Image Awards                                                 | 25 февраля 2023    | «Выдающаяся работа парикмахеров»                                                                               | Камилла Френд                                                                                       | Победа       | [ 43 ]        |
| NAACP Image Awards                                                 | 25 февраля 2023    | «Выдающийся саундтрек / компиляционный альбом»                                                                 | Чёрная пантера: Ваканда навеки (саундтрек)                                                          | Победа       | [ 43 ]        |
| NAACP Image Awards                                                 | 25 февраля 2023    | «Выдающаяся песня в стиле соул / R&B»                                                                          | Рианна for «Lift Me Up»                                                                             | Номинация    | [ 43 ]        |
| NAACP Image Awards                                                 | 25 февраля 2023    | «Выдающееся музыкальное видео/визуальный альбом»                                                               | Рианна for «Lift Me Up»                                                                             | Победа       | [ 43 ]        |
| NAACP Image Awards                                                 | 25 февраля 2023    | «Выдающаяся международная песня»                                                                               | Tems за песню «No Woman, No Cry»                                                                    | Победа       | [ 43 ]        |
| Премия Гильдии продюсеров США                                      | 25 февраля 2023    | «Лучший театральный фильм»                                                                                     | Кевин Файги и Нейт Мур                                                                              | Номинация    | [ 44 ] [ 45 ] |
| Премия Гильдии киноактёров США                                     | 26 февраля 2023    | «Выдающееся исполнение женской роли второго плана»                                                             | Анджела Бассетт                                                                                     | Номинация    | [ 46 ]        |
| Премия Гильдии киноактёров США                                     | 26 февраля 2023    | «Лучший каскадёрский ансамбль в игровом кино»                                                                  | «Чёрная пантера: Ваканда навеки»                                                                    | Номинация    | [ 46 ]        |
| Премия Гильдии художников по костюмам                              | 27 февраля 2023    | «Лучший дизайн костюмов в фэнтези-фильме»                                                                      | Рут Картер                                                                                          | Номинация    | [ 47 ]        |
| Награды Ассоциации афроамериканских кинокритиков                   | 1 марта 2023       | «10 лучших фильмов года»                                                                                       | «Чёрная пантера: Ваканда навеки»                                                                    | Второе место | [ 48 ]        |
| Награды Ассоциации афроамериканских кинокритиков                   | 1 марта 2023       | «Лучшая актриса второго плана»                                                                                 | Анджела Бассетт                                                                                     | Победа       | [ 48 ]        |
| Награды Ассоциации афроамериканских кинокритиков                   | 1 марта 2023       | «Лучшая песня»                                                                                                 | «Lift Me Up»                                                                                        | Победа       | [ 48 ]        |
| Награды Ассоциации афроамериканских кинокритиков                   | 1 марта 2023       | «Премия „За перемены в строительстве“»                                                                         | Ханна Бичлер                                                                                        | Победа       | [ 48 ]        |
| Награды Ассоциации афроамериканских кинокритиков                   | 1 марта 2023       | «Премия Эшли Буна»                                                                                             | Нейт Мур                                                                                            | Победа       | [ 48 ]        |
| The ReFrame Stamp                                                  | 1 марта 2023       | н/д | «Чёрная пантера: Ваканда навеки»                                                                    | Победа       | [ 49 ]        |
| «Спутник»                                                          | 3 марта 2023       | «Лучший фильм-драма»                                                                                           | «Чёрная пантера: Ваканда навеки»                                                                    | Номинация    | [ 50 ] [ 51 ] |
| «Спутник»                                                          | 3 марта 2023       | «Лучшая актриса второго плана в кинофильме»                                                                    | Анджела Бассетт                                                                                     | Номинация    | [ 50 ] [ 51 ] |
| «Спутник»                                                          | 3 марта 2023       | «Лучший дизайн костюмов»                                                                                       | Рут Картер                                                                                          | Номинация    | [ 50 ] [ 51 ] |
| «Спутник»                                                          | 3 марта 2023       | «Лучшая песня»                                                                                                 | Tems, Рианна, Райан Куглер и Людвиг Йоранссон Людвиг Йоранссон for «Lift Me Up»                     | Номинация    | [ 50 ] [ 51 ] |
| Nickelodeon Kids’ Choice Awards                                    | 4 марта 2023       | «Любимый фильм»                                                                                                | «Чёрная пантера: Ваканда навеки»                                                                    | Номинация    | [ 52 ]        |
| Nickelodeon Kids’ Choice Awards                                    | 4 марта 2023       | «Любимая киноактриса»                                                                                          | Лупита Нионго                                                                                       | Номинация    | [ 52 ]        |
| Nickelodeon Kids’ Choice Awards                                    | 4 марта 2023       | «Любимая киноактриса»                                                                                          | Летиша Райт                                                                                         | Номинация    | [ 52 ]        |
| Nickelodeon Kids’ Choice Awards                                    | 4 марта 2023       | «Любимая песня»                                                                                                | Рианна за песню «Lift Me Up»                                                                        | Номинация    | [ 52 ]        |
| Награды Гильдии музыкальных супервайзеров                          | 5 марта 2023       | «Лучшее музыкальное сопровождение фильмов с бюджетом более 25 млн долларов»                                    | Дэйв Джордан                                                                                        | Номинация    | [ 53 ]        |
| Награды Гильдии музыкальных супервайзеров                          | 5 марта 2023       | «Лучшая песня, написанная и/или записанная для фильма»                                                         | Рианна, Людвиг Йоранссон, Райан Куглер, Tems и Дэйв Джордан за «Lift Me Up»                         | Номинация    | [ 53 ]        |
| Награды Гильдии музыкальных супервайзеров                          | 5 марта 2023       | «Лучшее музыкальное сопровождение в трейлере — фильм»                                                          | Эвелин Гарсия за «Leaders»                                                                          | Победа       | [ 53 ]        |
| Премия Гильдии сценаристов США                                     | 5 марта 2023       | «Лучший адаптированный сценарий»                                                                               | Райан Куглер и Джо Роберт Коул                                                                      | Номинация    | [ 54 ]        |
| «Оскар»                                                            | 12 марта 2023      | «Лучшая женскую роль второго плана»                                                                            | Анджела Бассетт                                                                                     | Номинация    | [ 55 ]        |
| «Оскар»                                                            | 12 марта 2023      | «Лучшая песня к фильму»                                                                                        | «Lift Me Up» — песня Tems, Рианны, Райана Куглера и Людвига Йоранссона; Слова Tems и Райана Куглера | Номинация    | [ 55 ]        |
| «Оскар»                                                            | 12 марта 2023      | «Лучший грим и причёски»                                                                                       | Камилла Френд и Джоэл Харлоу                                                                        | Номинация    | [ 55 ]        |
| «Оскар»                                                            | 12 марта 2023      | «Лучший дизайн костюмов»                                                                                       | Рут Картер                                                                                          | Победа       | [ 55 ]        |
| «Оскар»                                                            | 12 марта 2023      | «Лучшие визуальные эффекты»                                                                                    | Джеффри Бауманн, Крейг Хаммак, Р. Кристофер Уайт и Дэн Судик                                        | Номинация    | [ 55 ]        |
| Суперпремия «Выбор критиков»                                       | 16 марта 2023      | «Лучший супергеройский фильм»                                                                                  | «Чёрная пантера: Ваканда навеки»                                                                    | Номинация    | [ 56 ]        |
| Суперпремия «Выбор критиков»                                       | 16 марта 2023      | «Лучший актёр в супергеройском фильме»                                                                         | Теноч Уэрта                                                                                         | Номинация    | [ 56 ]        |
| Суперпремия «Выбор критиков»                                       | 16 марта 2023      | «Лучшая актриса в супергеройском фильме»                                                                       | Анджела Бассетт                                                                                     | Победа       | [ 56 ]        |
| Суперпремия «Выбор критиков»                                       | 16 марта 2023      | «Лучшая актриса в супергеройском фильме»                                                                       | Летиша Райт                                                                                         | Номинация    | [ 56 ]        |
| Суперпремия «Выбор критиков»                                       | 16 марта 2023      | «Лучший злодей в фильме»                                                                                       | Теноч Уэрта                                                                                         | Номинация    | [ 56 ]        |
| MTV Movie & TV Awards                                              | 7 мая 2023         | «Фильм года»                                                                                                   | «Чёрная пантера: Ваканда навеки»                                                                    | Номинация    | [ 57 ]        |
| MTV Movie & TV Awards                                              | 7 мая 2023         | «Лучший актёрский состав „Пипец“»                                                                              | «Чёрная пантера: Ваканда навеки»                                                                    | Номинация    | [ 57 ]        |
| MTV Movie & TV Awards                                              | 7 мая 2023         | «Лучшая песня»                                                                                                 | Рианна – «Lift Me Up»                                                                               | Номинация    | [ 57 ]        |
| BET Awards                                                         | 25 июня 2023       | «Лучший фильм»                                                                                                 | «Чёрная пантера: Ваканда навеки»                                                                    | Победа       | [ 58 ]        |
| BET Awards                                                         | 25 июня 2023       | «Лучшая женская роль»                                                                                          | Анджела Бассетт                                                                                     | Победа       | [ 58 ]        |
| BET Awards                                                         | 25 июня 2023       | «BET Her Award»                                                                                                | «Lift Me Up» – Рианна & Людвиг Йоранссон                                                            | Номинация    | [ 58 ]        |
| «Хьюго»                                                            | 18-22 октября 2023 | «Лучшая постановка»                                                                                            | Райан Куглер и Джо Роберт Коул                                                                      | Номинация    | [ 59 ]        |
| «Грэмми»                                                           | 4 февраля 2024     | «Лучший компилятивный саундтрек для визуальных медиа»                                                          | «Чёрная пантера: Ваканда навеки»                                                                    | Номинация    | [ 60 ]        |
| «Грэмми»                                                           | 4 февраля 2024     | «Лучший саундтрек для визуальных медиа»                                                                        | Людвиг Йоранссон                                                                                    | Номинация    | [ 60 ]        |
| «Грэмми»                                                           | 4 февраля 2024     | «Лучшая песня, написанная для визуальных медиа»                                                                | «Lift Me Up» — песня Tems, Рианны, Райана Куглера и Людвига Йоранссона                              | Номинация    | [ 60 ]        |
| «Сатурн»                                                           | 4 февраля 2024     | «Лучший фильм — экранизация комикса»                                                                           | «Чёрная пантера: Ваканда навеки»                                                                    | Номинация    | [ 61 ]        |
| «Сатурн»                                                           | 4 февраля 2024     | «Лучшая киноактриса второго плана»                                                                             | Анджела Бассетт                                                                                     | Номинация    | [ 61 ]        |
| «Сатурн»                                                           | 4 февраля 2024     | «Лучший дизайн костюмов»                                                                                       | Рут Картер                                                                                          | Номинация    | [ 61 ]        |

## Комментарии
1. ↑  Также за телесериал «9-1-1» (2018 — н. в.)